# Budykierz
Budykierz [pronunciación en polaco: /buˈdɨkʲɛʂ/] es un pueblo ubicado en el distrito administrativo de Gmina Brańszczyk, dentro del Condado de Wyszków, Voivodato de Mazovia, en el este de Polonia central. Se encuentra aproximadamente a 6 kilómetros al norte de Brańszczyk, a 16 kilómetros al noreste de Wyszków, y a 68 kilómetros al noreste de Varsovia.
La ciudad tiene una población de 280 habitantes.